# Daphne jasminea
Daphne jasminea är en tibastväxtart. Daphne jasminea ingår i släktet tibaster, och familjen tibastväxter.

## Underarter
Arten delas in i följande underarter:
- D. j. jarmilae
- D. j. jasminea